# Powiat Taverne
Taverne (wł. Circolo di Taverne) – powiat w Szwajcarii, w kantonie Ticino, w okręgu Lugano. Siedziba administracyjna powiatu znajduje się w miejscowości Torricella-Taverne. 
Powiat składa się z sześciu gmin (comune) o powierzchni 57,41 km² i o liczbie mieszkańców 13 239.

## Gminy
| Nazwa gminy        | Liczba mieszkańców 31 grudnia 2021 | Powierzchnia km² |
| ------------------ | ---------------------------------- | ---------------- |
| Bedano             | 1 518                              | 1,87             |
| Gravesano          | 1 363                              | 0,71             |
| Manno              | 1 292                              | 2,37             |
| Mezzovico-Vira     | 1 374                              | 11,13            |
| Monteceneri        | 4 589                              | 36,08            |
| Torricella-Taverne | 3 085                              | 5,25             |

## Zmiany administracyjne
- 21 listopada 2010
  - utworzenie gminy Monteceneri z gmin Bironico, Camignolo, Medeglia, Rivera i Sigirino